# In Slumberland
In Slumberland è un film muto del 1917 diretto da Irvin Willat, qui al suo esordio nella regia. Il film era interpretato da Thelma Salter, Laura Sears, Jack Livingston, J.P. Lockney.

## Trama
Infatuato di Nora McCree, la sua inquilina, Peter Kennedy cerca in ogni modo di conquistare la donna senza riuscirci. Kennedy giunge alla conclusione che l'unica maniera per poterla avere è quella di eliminarne Patrick, il marito: per lui, organizza un incontro di lotta durante il quale l'avversario di McCree, gettato al tappeto, viene dato per morto. Su suggerimento di Kennedy, Patrick fugge via, imbarcandosi per il Sudafrica, dove si arruolerà per combattere contro i boeri. Durante la sua assenza, Nora, rimasta sola, gli resta comunque fedele. Kennedy, che non vuole rinunciare a lei, fa tutto quello che è in suo potere per farle sentire il peso della povertà, in maniera che la donna ceda. Le cose sembrano peggiorare quando la piccola Eileen, la figlia di Nora e di Patrick, sogna il padre che, il giorno seguente, trova a terra, incosciente, steso sotto un grande albero dopo che è stato aggredito da Kennedy al suo ritorno a casa. Ma, con il ritorno di Patrick, i piani di Kennedy vanno in fumo e la famiglia McCree è di nuovo felicemente riunita.

## Produzione
Il film fu prodotto dalla Fine Arts Film Company.

## Distribuzione
Distribuito dalla Triangle Distributing, il film uscì nelle sale cinematografiche statunitensi il 22 luglio 1917 in una versione di cinque rulli.
La pellicola è stata preservata dagli archivi dell'UCLA (l'Università della California) da una stampa in nitrato gravemente decomposta.